# Ignacio Ramonet
Ignacio Ramonet Míguez (Redondela, 5 de maio de 1943) é um jornalista e sociólogo galego. 
Ramonet cresceu em Tânger. Estudou engenharia em Bordéus, Rabat e Paris.

## Biografia
Ignacio Ramonet cresceu em Tânger (Marrocos), onde seus pais, republicanos espanhois, se instalaram por volta de  1948,  fugindo do franquismo. Depois de se graduar em Letras na Universidade de Bordeaux III,foi professor no Collège du Plateau em Salé (Marrocos), e depois no colégio do palácio real de Rabat, onde teve como aluno o futuro rei Mohammed VI.
Instalou-se definitivamente na França em 1972.
Como crítico de cinema, colaborou com os Cahiers du cinéma e depois com o   jornal Libération, que acabara de ser criado por  Serge July e Jean-Paul Sartre.
Ex-aluno de Roland Barthes, é doutor em Semiologia pela École des hautes études en sciences sociales de Paris.  Influenciado por  Barthes e  orientado por  Christian Metz, defendeu, em  1981,  sua tese de doutorado sobre o papel social do cinema cubano na École des hautes études en sciences sociales. De 1975 a 2005, lecionou a Teoria da Comunicação  no Departamento de Cinema, Comunicação e Informação (CCI) da Universidade Paris-VII (Denis Diderot)]]. 
Professor associado das Universidades de São Petersburgo e Carlos III, em Madri, lecionou também nas universidades de Buenos Aires, Valência, Cuba, Porto Rico, Santo Domingo
Ingressou no jornal mensal Le Monde diplomatique em fevereiro de 1973. Foi eleito diretor da redação e presidente da comitê diretor em janeiro de 1990 e reeleito  duas vezes (1996 et 2002) por unanimidade, mantendo-se como diretor do  Monde diplomatique até março de 2008. Atualmente dirige a edição espanhola do jornal.
Dirigiu também a revista temática bimestral Manière de voir, de vocação pedagógica, voltada a estudantes de nível médio e superior. Também colaborou com o jornal espanhol El País  e é consultor da Telesur, rede de televisão pan-latino-americana criada em 2005 na Venezuela, com o propósito de se contrapor à hegemonia das grandes redes privadas de TV, tais como CNN e Univision.
Em dezembro 1997 o editorial de Ramonet no Monde Diplomatique deu origem à organização altermundista ATTAC. Ramonet também esteve entre os promotores do Fórum Social Mundial de Porto Alegre, para o qual propôs o slogan Um outro mundo é possível.
Fez parte do comitê de patronos da coordenação francesa da Década da cultura de paz e não-violência  em benefício das crianças do mundo , promovida pela Unesco (2000-2010).
Em 2002, foi um dos fundadores da ONG Media Watch Global, e da sua versão francesa, Observatoire français des médias.
É doutor honoris causa da Universidade de Santiago de Compostela, na Galiza, Espanha, da Universidade Nacional de Córdoba (Argentina)  e da Universidade de Havana (Cuba).
Escreveu vários livros sobre geopolítica e crítica da mídia, nos quais relaciona os meio de comunicação com o projeto estratégico da globalização. Defende a inclusão da sociedade civil nos processos de construção de um outro mundo.

## Prêmios
Ramonet recebeu vários prêmios internacionais, por seu trabalho como jornalista :
- Prêmio Liber'Press, concedido ao melhor jornalista do ano, Girona, Espanha, 1999.
- Colomba d'Oro, concedido ao melhor jornalista estrangeiro defensor da paz, Roma, Itália, 2000.
- Melhor jornalista defensor dos direitos humanos, Corunha, Espanha, 2001.
- Prêmio Rodolfo-Walsh de Jornalismo por sua trajetória profissional, Universidade de La Plata, Argentina, 2003.
- Prêmio da Comunicação Cultural Norte-sul, Rabat, 2003.
- Prêmio Turia da Informação, Valencia, Espanha, 2004.
- Prêmio Mediterrânico da Informação, Nápoles (Itália), 2005.
- Prêmio José Couso da Liberdade de Imprensa, Ferrol, Espanha, 2006.

## Obras
- 1981 : Le chewing-gum des yeux
- 1985 e 2000: La Golosina visual
- 1989 : La communication victime des marchands
- 1995 : Cómo nos venden la moto, com Noam Chomsky.
- 1996 : Il pensiero unico", com Fabio Giovannini e Giovanna Ricoveri; Nouveaux pouvoirs, nouveaux maîtres du monde; Télévision et pouvoirs
- 1997 : Géopolitique du chaos
- 1998 : Internet, el mundo que llega;Rebeldes, dioses y excluidos, com Mariano Aguirre.
- 1999 : La tyrannie de la communication ; Geopolítica y comunicación de final de milenio .
- 2000 : Propagandes silencieuses
- 2001 : Marcos, la dignité rebelle
- 2002 : La Post-Télévision; Guerres du XXIe siècle.
- 2004 : Abécédaire partiel et partial de la mondialisation, com Ramón Chao e Wozniak; ¿Qué es la globalización?, com Jean Ziegler, Joseph Stiglitz, Ha-Joon Chang, René Passet e Serge Halimi; Irak, historia de un desastre
- 2006: Fidel Castro: biografía a dos voces (também chamadoCien horas con Fidel).
- 2013: Hugo Chávez. Mi primera vida

## Artigos
- «Set The Media Free por Ignacio Ramonet» (em inglês)